# Armée d'Allemagne

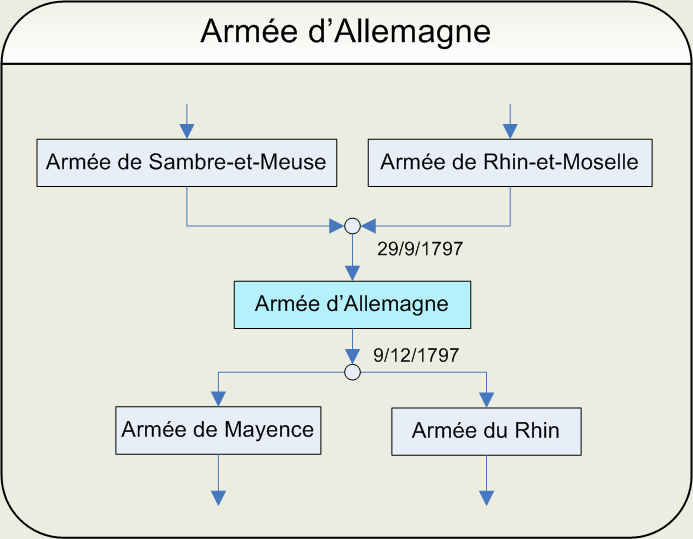
Évolution de l'armée d'Allemagne

L’armée d'Allemagne est une des armées de la République, qui s'illustrèrent contre l'Europe coalisée. Elle fut formée par la réunion de l'armée de Sambre-et-Meuse et de l'armée de Rhin-et-Moselle.

## Création et mutations
- Par arrêté du Directoire en date du 29 septembre 1797 (8 vendémiaire an VI), mis à exécution du 7 au 20 octobre, les armées de Sambre-et-Meuse et de Rhin-et-Moselle sont réunies en une seule sous la dénomination d'armée d'Allemagne.
- Par arrêté du 9 décembre 1797 (19 frimaire an VI), mis à exécution les 14 et 16 décembre, cette armée d'Allemagne est divisée en armée de Mayence et armée du Rhin

## Généraux
- du 29 septembre au 6 octobre 1797, subordonnément au général Hoche : général Saint-Cyr
- du 7 octobre au 13 décembre 1797 : général Augereau, avec la disposition des troupes de l'armée du Nord

### Source
- Charles Clerget, Tableaux des armées françaises pendant les guerres de la Révolution, sous la direction de la section historique de l'état-major de l'armée, librairie militaire R. Chapelot, Paris, 1905.